# مذبحة ماونتن ميدوز
مذبحة ماونتن ميدوز بالعربية مذبحة المروج الجبلية حدثت في ( 7-11 سبتمبر 1857) عبارة عن سلسلة من الهجمات خلال حرب يوتا أسفرت عن القتل الجماعي لما لا يقل عن 120 من أفراد عربة المهاجرين الأمريكان. وقعت المجزرة في إقليم يوتا الجنوبي في ماونتين ميدوز، وارتكبها المستوطنون المورمون المنتمون إلى ميليشيا يوتا الإقليمية الذين جندوا وساعدهم بعض سكان البايوت الأمريكيين الأصليين. أغلب الضحايا في الغالب من عائلات من أركنساس، كانوا متجهين إلى كاليفورنيا.